# Martin Wolfram
Martin Wolfram (Dresda, 29 gennaio 1992) è un tuffatore tedesco.

## Biografia
Dopo aver ottenuto buono risultati a livello giovanile, Martin Wolfram ha partecipato al concorso dei tuffi dalla piattaforma 10 metri ai campionati mondiali di nuoto 2011, disputato nei giorni 23 e 24 luglio 2011 allo Shanghai Oriental Sports Center di Shanghai. Ha concluso la gara al ventesimo posto alle spalle del russo Gleb Gal'perin, eliminato nel turno preliminare.
L'anno seguente, il 10 e l'11 agosto 2012, ha rappresentato la Germania ai Giochi olimpici di Londra 2012, nel concorso dei tuffi dalla piattaforma 10 metri, al London Aquatics Centre. Grazie al quarto posto nel turno preliminare ed al quinto in semifinale, si è qualificato per la finale dove ha ottenuto l'ottava posizione dietro al messicano Iván García Navarro. Durante l'ultimo tuffo si è infortunato gravemente al braccio destro ed è uscito in lacrime dalla vasca.
Ha preso parte al concorso del trampolino 1 metro ai Campionati europei di tuffi di Rostock 2013, disputati nel mese di giugno. Ha superato il turno eliminatorio grazie ad un settimo posto. In finale si è aggiudicato la medaglia d'argento con 414,75 punti, ottenendo 0,30 punti in più del connazionale Oliver Homuth (414,45), medaglia di bronzo. La gara è stata vinta dall'ucraino Illja Kvaša con 467,75.
Ai campionati mondiali di nuoto di Barcellona 2013 disputati nel mese di luglio presso la piscina municipale di Montjuïc, dopo il nono posto nelle eliminatorie, si è classificato ottavo nel trampolino 1 metro.
È allenato da Boris Rozenberg.

## Palmarès
- Europei di nuoto/tuffi

Rostock 2013: argento nel trampolino 1 m.
Rostock 2015: oro nella piattaforma 10 m.
Budapest 2020: bronzo nel trampolino 3 m.
- Europei giovanili

Trieste 2007 - Ragazzi - categoria "B": oro nel trampolino 1 m e nel trampolino 3 m, bronzo nella piattaforma 10 m.
Helsinki 2010 - Uomini - categoria "A": bronzo nella piattaforma 10 m.
- Vincitore della Coppa del Mondo del trampolino 3 m nel 2021